# Николаево (Великотырновская область)
Николаево (болг. Николаево) — село в Болгарии. Находится в Великотырновской области, входит в общину Стражица. Население составляет 70 человек (2022).

## Политическая ситуация
Николаево подчиняется непосредственно общине и не имеет своего кмета.
Кмет (мэр) общины Стражица — Стефан Рачков Стефанов (Национальное движение «Симеон Второй» (НДСВ)) по результатам выборов в правление общины.